# Jacob van der Does

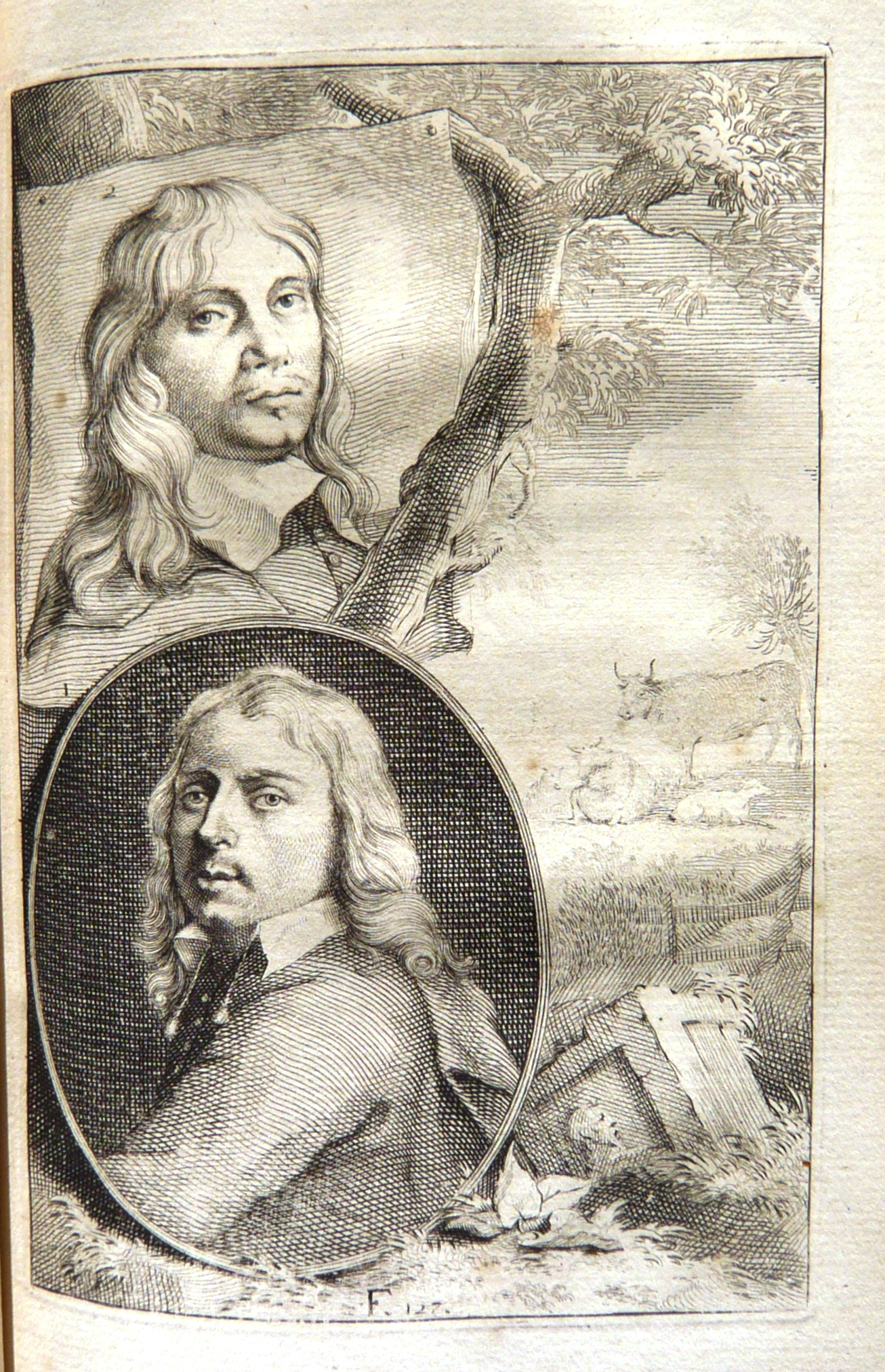
Jacob van der Does e in basso Paulus Potter da De groote schouburgh der Nederlantsche konstschilders en schilderessen di Arnold Houbraken

Jacob Simonz. van der Does, o Verdoes (Amsterdam, 4 marzo 1623 – Sloten, 17 novembre 1673), è stato un incisore, pittore e disegnatore olandese del secolo d'oro.

## Biografia

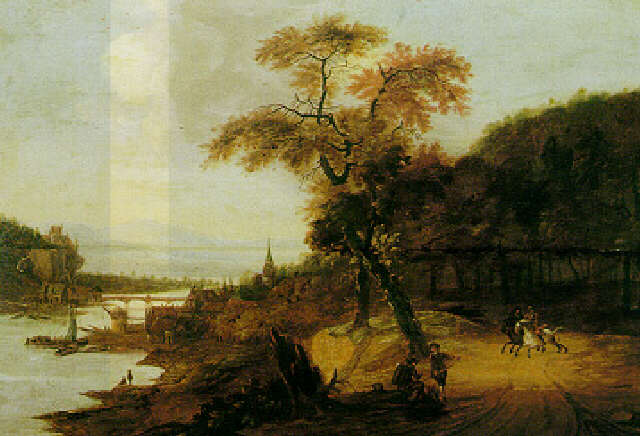
Paesaggio fluviale con cavalieri (1669 circa)

Figlio di Simon e Beatrix Anselmo Anthdr., apparteneva ad una famiglia agiata: il nonno Jacob era segretario comunale e il padre Simon segretario della Camera delle Assicurazioni
Rivelatasi precocemente la sua propensione per la pittura, divenne apprendista di Nicolaes Moeyaert. Iniziò la sua carriera artistica ad Amsterdam e nel 1644 risultava iscritto all'Università di Leida. Nel 1643 intraprese un viaggio in Italia passando per la Francia. L'anno successivo fu a Roma dove rimase fino al 1649 circa e divenne membro della Schildersbent con il soprannome di Tamboer. Ritornato in patria, si trasferì all'Aia nel 1650. Si sposò per la prima volta a Haarlem nel marzo 1650 con Margaretha Boortens Dirksdr., che morì nel 1661. Nel 1656 fu tra i fondatori della Confrerie Pictura, di cui divenne uno dei tre decani. Lasciata la città dell'Aia nel 1660, ritornò nella sua città natale nel 1663 circa restandovi fino al 1673. Dopo la morte della prima moglie, sembrò che van der Does abbandonasse la pittura. Infatti, aiutato dall'influenza della sua famiglia, ottenne la carica di segretario di Sloten, Sloterdijk, Houtrijk e Polanen, ma alcuni anni dopo riprese a dipingere. Nel 1665 risiedeva a Sloterdijk, come risulta dagli atti del battesimo, avvenuto il 18 ottobre, della figlia Johanna: si era nel frattempo risposato per la seconda volta nel novembre 1662 all'Aia con Johanna van Geesdorp Gideonsdr., che morì pochi anni dopo. Jacob van der Does ebbe sette figli dal primo matrimonio e quattro dal secondo. Degli undici figli, sopravvissero solo Simon e Jacob avuti dalla prima moglie e Gideon dalla seconda.
Si dedicò principalmente alla pittura paesaggistica, dipingendo in particolare paesaggi all'italiana, e animali, soprattutto pecore e capre, ma realizzò anche ritratti e architetture. Le sue opere avevano una quotazione elevata: un suo dipinto con una capra fu acquistato per 1000 fiorini, così van der Does si meritò l'appellativo di pittore di una capra da 1000 fiorini. Durante il suo soggiorno romano, ebbe modo di conoscere le opere di Pieter van Laer, da cui fu particolarmente influenzato.
Eseguì parecchie incisioni di paesaggi da suoi disegni.
Furono suoi allievi i figli Simon e Jacob, Theodorus Bernoille, Marcus de Bye, Gamaliel Day, Alexander Havelaer e Anthony Schinckels.

## Alcune opere
- Paesaggio fluviale con cavalieri, olio su tavola, 59,5 × 84,7 cm, firmato in basso a sinistra v. does f., 1669 circa, Collezione privata